# 氷川神社 (川越市)
氷川神社（ひかわじんじゃ）は、埼玉県川越市宮下町にある神社。埼玉県さいたま市大宮区の氷川神社と区別するため、川越氷川神社と称されることもある。なお、川越市内に氷川神社は当社を含めて14社ある。

## 概要
太田道灌以来、川越の総鎮守とされ、川越藩主ら歴代領主の篤い崇敬を受けた。
国の重要無形民俗文化財である川越まつり（川越氷川祭）は毎年10月14日に氷川神社にて斎行される「例大祭」、直後に行われる「神幸祭」「山車行事（祭礼）」から成り立っている。
氷川神社に古くから伝わる「境内の玉砂利を持ち帰り、たいせつにすると良縁に恵まれる」との言い伝えにちなみ、本殿前の白い玉砂利を巫女が麻の網に包み、神職がお祓いした「縁結び玉」が毎朝8時より20体頒布されている。
毎年、七夕を含む夏には境内に飾られた2,000個以上の江戸風鈴に、願いを書いた短冊を結ぶ祭事「縁むすび風鈴」で賑わう。
敷地内には、結婚式場の氷川会館があり、埼玉県内では唯一の神社隣接の専門結婚式場として知られる。また、結婚式で執り行われる誓いの儀式「結い紐の儀」は川越氷川神社独自の儀式として商標登録されている。

## 祭神
素戔嗚尊、奇稲田姫命、大己貴命、脚摩乳命、手摩乳命。2組の夫婦神が鎮座していることから古くから夫婦円満・縁結びの神社として信仰されている。

## 歴史
- 541年（欽明天皇2年） 入間川で夜な夜な光るものがあり、これを氷川神の霊光だと捉え、当地に氷川神社を勧請したと伝えられる。
- 1457年（長禄元年） 河越城を築いた太田道灌は当社へ詣で、和歌を残している（「老いらくの 身をつみてこそ 武蔵野の 草にいつまで 残る白雪」）。
- 川越藩歴代藩主の崇敬を受け、酒井忠勝、堀田正盛、松平斉典が社殿造営を行った。
- 旧社格は県社で、現在は神社本庁の別表神社である。
- 1948年（昭和23年） 境内より祭祀用の石剣が発掘され、当地では5世紀を中心とする古墳時代に集落が形成され、祭祀が行われていたことが判明した[2]。
- 2003年（平成15年） 「絵馬のトンネル」を設ける[3]。
- 2020年（令和2年） 新型コロナウイルス感染症の流行により、縁むすび風鈴は飾りつけを縮小して祭礼は中止。10月の川越まつりも取り止め[3]。

## 社殿・境内
- 本殿：入母屋造銅板葺向拝付で、1849年（嘉永2年）に松平斉典の寄進により完成した。彫物師は、嶋村源蔵と飯田巌次郎、江戸彫りの精巧な彫刻が施されている。
  - 八坂神社（旧牛頭天王社）：1637年（寛永4年）に江戸幕府第3代将軍・徳川家光が江戸城二の丸に東照宮として建立したもので、1656年（明暦2年）に川越城内の三芳野神社の外宮として移された。川越城廃城で1872年（明治5年）に当地に移築され社殿となっている。
  - 柿本人麻呂神社
  - 稲荷社
  - 護国神社：西南戦争以降の川越出身の戦没軍人2,970柱を奉斎している。1935年（昭和10年）の社殿改築は山本五十六が参列した。
- 大鳥居：木造では日本有数の鳥居[注釈 1]。扁額の社号は勝海舟が記したもの。
- 舞殿：宝永元年（1704年）の建立で、御囃子や奉納芸能などが行われる。
- 境内には人形流しを行う「払いの川」がある。

## 祭事・年中行事
- 良縁祈願祭：毎月八日八時八分および毎月第四土曜日八時八分に斎行（八が末広がりの縁起の良い数のため。申込多数の場合は同日八時三八分にも斎行）。詳しくはホームページを参照。
- 川越氷川祭：1652年（慶安4年）、川越藩主・松平信綱時代に開始された。毎年10月14日・15日に開催されていたが、1997年（平成9年）より10月第3土曜日・日曜日へ変更となった。29基もの山車を有し、毎年15基前後が隔年で曳き回される。
- お衾替神事：12月28日に行われる神事。本殿内陣に紅白の絹を捧げる。
- 大祓：7月31日・12月31日に斎行。日頃の身の穢れを洗い流す祭事。
- 縁むすび風鈴：2014年から始まった祭事。7月初めから9月にかけて開催。境内に2000個以上の江戸風鈴が並ぶ「風鈴回廊」が設置され、願いごとが書かれた短冊を結び付けることができる。
- 恋あかり（恋あかり特別良縁祈願祭）：2017年から始まった夏の催事。上記縁結び風鈴と同時期に開催される[5]。氷川神社特製のぼんぼりが授与される。ぼんぼりの光源はLED電球で、好みの色に変えることができる[6]。

## 文化財
- 本殿：埼玉県指定有形文化財
- 川越氷川祭の山車行事：重要無形民俗文化財指定[7]
- 八坂神社社殿 1637年（寛永14年）建造、江戸城内より移築）：埼玉県指定文化財
- 書画
  - 『川越氷川祭礼絵巻』江野楳雪：川越市指定有形民俗文化財
  - 『川越氷川祭礼絵馬』長谷川雪渓：埼玉県指定文化財
  - 『高島流炮術額』：川越市指定有形民俗文化財
  - 『黒馬図大絵馬』：川越市指定有形民俗文化財
  - 『朝鮮通信使行列図大絵馬』：川越市指定有形民俗文化財

## 所在地・交通
埼玉県川越市宮下町2-11-3
- 最寄駅：東武東上線・JR川越線川越駅、西武新宿線本川越駅より東武バス

川越氷川神社下車すぐ。喜多町下車徒歩5分。
小江戸巡回バス(イーグルバス）氷川神社前下車すぐ。
- 関越自動車道川越ICから国道16号にてさいたま市方面に向かい、小仙波交差点から国道254号に入り氷川町交差点を左折。川越ICより車で約20分。